# Trung tâm Huấn luyện và sử dụng động vật nghiệp vụ
Trung tâm Huấn luyện và sử dụng động vật nghiệp vụ trực thuộc Bộ Tư lệnh Cảnh sát Cơ động có nhiệm vụ tham mưu giúp Tư lệnh Bộ Tư lệnh Cảnh sát Cơ động, Bộ trưởng về công tác huấn luyện, đào tạo và sử dụng động vật nghiệp vụ trong thực hiện các nhiệm vụ mà Thủ trưởng cấp trên giao.

## Lịch sử
Tiền thân của lực lượng này chỉ là một khóa học gồm 44 học viên được khai giảng tại Trường Công an Trung ương (nay là Học viện An ninh nhân dân) vào ngày 15/12/1959. Trước yêu cầu nhiệm vụ mới đã phát triển thành một khoa nghiệp vụ của trường, rồi trở thành Trường Cảnh sát nuôi dạy sử dụng chó nghiệp vụ.
Ngày 14 tháng 3 năm 2012, Trung tâm huấn luyện chó nghiệp vụ được tổi tên thành Cục Quản lý, huấn luyện và sử dụng chó nghiệp vụ thuộc Tổng cục Cảnh sát quản lý hành chính về Trật tự an toàn xã hội.
Ngày 25/7/2014, Bộ trưởng Bộ Công an đã ký quyết định chuyển giao Cục quản lý, huấn luyện và sử dụng chó nghiệp vụ sang Bộ Tư lệnh Cảnh sát cơ động

## Lãnh đạo hiện nay
- Giám đốc:Thượng tá Dương Đình Đoàn

## Khen thưởng
- Huân chương Quân công hạng Nhì (2014)[5]

## Lãnh đạo qua các thời kỳ

### Giai đoạn Cục Quản lý huấn luyện và sử dụng động vật nghiệp vụ
- Nguyễn Trọng Chí, Đại tá, Cục trưởng[6], nay là Phó Tư lệnh Bộ Tư lệnh Cảnh sát cơ động

### Giai đoạn Trung tâm Huấn luyện và sử dụng động vật nghiệp vụ
- Đại tá Ngô Văn Khoa